# Benoît Angbwa
Benoît Christian Angbwa Ossoemeyang (Bafoussam, 1º gennaio 1982) è un ex calciatore camerunese, di ruolo difensore.